# Gran Turismo 5
Gran Turismo 5 (グランツーリスモ5, скорочено GT5) — відеогра в жанрі автосимулятор, розроблена студією Polyphony Digital під керівництвом Кадзунорі Ямауті (Kazunori Yamauchi) ексклюзивно для ігрової консолі Sony PlayStation 3. «Gran Turismo 5» є п'ятою частиною культової серії автосимуляторів Gran Turismo. Гра у продажі з 24 листопада 2010 року.

## Ігровий процес
Найістотнішими змінами ігрового процесу Gran Turismo 5, порівняно з попередніми іграми серії, стала поява багатокористувацького онлайн-режиму на 16 гравців, системи пошкодження авто, динамічної погоди, що може впливати на поведінку машини, динамічна зміна часу доби, а також заїзди WRC, NASCAR та Super GT.

### Автомобілі та траси
В Gran Turismo 5 представлений 1031 автомобіль з різних країн (Австралія, Бельгія, Франція, Німеччина, Італія, Японія, Нідерланди, Філіппіни, Португалія, Південна Корея, Іспанія, Швеція, Велика Британія та США) і 26 локацій з 71 варіацією треків. Крім того, вперше в серії гри з’явився редактор трас..

## Розробка
Вперше Gran Turismo 5 була показана на виставці E3-2006 – її демонстрували під назвою Vision Gran Turismo. В квітні 2008 року засновник серії Кадзунорі Ямауті розказав, що над створенням гри працює 150 чоловік вже більш ніж 4 роки, та що гра обійдеться у 50 разів дорожче, а ніж перша частина Gran Turismo 1997 року.
На пресс-конференції E3-2009 Sony показала трейлер Gran Turismo 5, у якому продемонструвала NASCAR, WRC та перші кадри системи пошкодження авто, але дата виходу гри названа не була. В інтерв'ю виданню Eurogamer Кадзунорі Ямауті сказав, що гра фактично готова і може вийти у будь-який момент .
4 листопада 2009 року сайт «Autoweek.com» задав питання Ямауті про вартість гри. Він відповів, що розробка гри обійшлась у $60 млн, і що це відносно небагато, враховуючи розмір та масштаб гри .
З 17 грудня 2009 року, з’явилася можливість завантажити з PlayStation Network Gran Turismo 5 Time Trial Challenge. Ця демо-версія включала одну трассу (Indianapolis Speedway GP Circuit) та один режим гри (перегони на найкращий час). У демо-версії пропонується тільки одна машина — Nissan 370Z у тюнингованому та стоковому варіанті.
В квітні 2009 року, розробники підтвердили що гра буде підтримувати стереоскопічне 3D .

### Різноманітні видання
Після запуску Gran Turismo 5 її можна було придбати у кількох виданнях. У цей час усі спеціальні видання Gran Turismo 5 вже стали раритетами, їх майже неможливо знайти у звичайному продажу. Всього було 4 різних видання Gran Turismo 5:

#### Стандартне видання
Стандартне видання, також відоме як Gran Turismo 5 Standard Edition. До його складу входить лише диск з грою та настанова користувачеві.

#### Колекційне видання
До складу європейського колекційного видання (Gran Turismo 5 Collector’s Edition) ввійшли: диск з грою, настанова користувачеві, книга Apex, що містить поради по керуванню справжнім автомобілем, так само як і поради щодо гри, п’ять листівок, п’ять ексклюзивних автомобілів та тема для PlayStation 3, підготовлена розробниками гри 

#### Signature Edition
Найдорожче з усіх видань Gran Turismo 5. До його складу ввійшли: диск з грою, настанова користувачеві, книга Apex, брендований USB-брелок з записаними на ньому відеороликами з гри, ексклюзивна брендована модель автомобіля SLS AMG в масштабі 1:43, шкіряний гаманець з карткою що дозволяє узяти участь у розіграші справжнього автомобіля Mercedes-Benz, п’ять эксклюзивних автомобілів та шість автомобілів з комплекту передзамовлення, ексклюзивна тема для PlayStation 3.

#### Racing Pack
18 серпня 2010 року було анонсовано ще одне видання, яке буде розповсюджуватися виключно в Японії. До складу цього видання, окрім самої гри буде входити приставка PlayStation 3 голубого кольору. Вартість такого комплекту становить ¥35,980 ( що приблизно дорівнює $421).

### Периферійні пристрої
Компанія Thrustmaster до випуску Gran Turismo 5 підготувала спеціальний контролер — кермо T500 RS. Його вага становить 4.6 кг. Кермо здатне обертатися на 1080 градусів (три повних оберта). Розрдрібна ціна – близько 500 євро.

## Всеукраїнський чемпіонат
18 грудня 2010 року у комп'ютерному клубі "Київ Кіберспорт Арена" пройшов Перший всеукраїнський чемпіонат по Gran Turismo 5.. Учасники чемпіонату грали в Gran Turismo 5 в умовах, максимально наближених до справжніх — сидячи у спеціальному гоночному кріслі та використовуючи контролер, що імітує автомобільне кермо.